# ロドスのアンドロニコス
ロドスのアンドロニコス（古希: Ἀνδρόνικος ὁ Ῥόδιος, 英: Andronicus of Rhodes）とは、紀元前1世紀（紀元前70年）頃のロドス島出身の学者であり、逍遙学派（ペリパトス派）11代目学頭（アリストテレスを除くと10代目）。
アリストテレスの著作を今日のような形で整理し、注釈を施した。アリストテレスの「第一哲学」が「meta-physics」（形而上学）と呼ばれるようになったのも、彼がその関連著作群をまとめて、「physics」（自然学）の後ろに配置したことに由来する。